# باشگاه کشتی استقلال تهران
باشگاه کشتی استقلال تهران یک تیم کشتی آزاد ایرانی است که در شهر تهران فعالیت می‌کند و بخش کشتی باشگاه فرهنگی و ورزشی استقلال ایران محسوب می‌شود.

## پیشینه

### پیش از انقلاب: ۱۳۵۷–۱۳۳۰
سازمان ورزشی و فرهنگی تاج (نام استقلال تا قبل از انقلاب ۱۳۵۷ ایران تاج بود) در ابتدای دهه ۱۳۳۰ اقدام به تأسیس یک تیم کشتی کرد و این تیم در دهه‌های ۱۳۳۰ تا ۱۳۵۰ در کشتی فعال بود و توانست در سال‌های ۱۳۳۵، ۱۳۳۸، ۱۳۵۳ در کشتی آزاد و در ۱۳۳۷، ۱۳۵۱، ۱۳۵۲، ۱۳۵۳ در کشتی فرنگی قهرمان جام باشگاه‌های کشتی تهران شود.

### بعد از انقلاب: ۱۳۸۱–۱۳۸۰
با پیروزی انقلاب تیم کشتی تاج تعطیل شد و برای مدت‌ها استقلال در این رشته فعالیتی نداشت. در ۱۳۸۰ و هم‌زمان با مدیریت علی فتح‌الله‌زاده در استقلال تلاش‌هایی برای فعال‌سازی تیم کشتی استقلال با نام تیم کشتی استقلال ایران انجام شد و استقلال در رشته‌های کشتی آزاد و فرنگی در لیگ کشتی ایران ۱۳۸۰ شرکت کرد و در هر دوی این مسابقات به عنوان قهرمانی دست یافت. از کشتی‌گیران تیم‌های استقلال می‌توان به حسن رنگرز و علی اشکانی از تیم کشتی فرنگی و مهدی حاجی‌زاده و محمد عیسی حاجی‌اف از تیم کشتی آزاد اشاره کرد. فعالیت تیم‌های کشتی استقلال در ۱۳۸۱ برای دومین بار متوقف شد.

### ۱۳۹۹: بازگشایی
در ابتدای فصل ۱۴۰۰–۱۳۹۹ و در زمان مدیریت احمد سعادتمند بر استقلال، استقلال مجدداً شروع به فعالیت در رشته کشتی کرد و تیم کشتی آزاد استقلال تشکیل شد و برای حضور در لیگ کشتی ایران نیز آماده شد. شرکت جهان یاران کهن به عنوان پشتیبان مالی تیم کشتی استقلال انتخاب شد. در این فصل استقلال در بیستمین دوره لیگ برتر کشتی آزاد ایران شرکت کرد و در گروه الف این مسابقات جای گرفت.
در پایان این فصل تیم کشتی استقلال به مقام نائب قهرمانی دست پیدا کرد.
بعد از پایان فصل برای باری دیگر تیم کشتی آزاد استقلال تعطیل شد.

## مدرسه کشتی استقلال
با توافق میان باشگاه استقلال و فدراسیون کشتی ایران قرار بر این شد که استقلال علاوه بر تیم‌داری یک مدرسه کشتی نیز ایجاد کند. سالن توفیق جهانبخت در ورزشگاه شهید شیرودی به عنوان محل مدرسه کشتی استقلال در نظر گرفته شد.

## مربیان
رضا یزدانی قهرمان پیشین کشتی ایران به عنوان نخستین مربی تیم کشتی استقلال برگزیده شد و از مرداد ۱۳۹۹ فعالیتش در این تیم را آغاز کرد.
وی با پایان فصل با نائب قهرمانی از تیم استقلال جداشد.

## فصل‌ها
| فصل‌های تیم کشتی آزاد استقلال            | فصل‌های تیم کشتی آزاد استقلال | فصل‌های تیم کشتی آزاد استقلال |
| فصل                                     | لیگ                          | رده                          |
| --------------------------------------- | ---------------------------- | ---------------------------- |
| ۱۳۳۰                                    | جام باشگاه‌های تهران          | دوم                          |
| ۱۳۳۱                                    |                              |                              |
| ۱۳۳۲                                    |                              |                              |
| ۱۳۳۳                                    | جام باشگاه‌های تهران          | دوم                          |
| ۱۳۳۴                                    | جام باشگاه‌های تهران          | دوم                          |
| ۱۳۳۵                                    | جام باشگاه‌های تهران          | قهرمان                       |
| ۱۳۳۶                                    | جام باشگاه‌های تهران          | دوم                          |
| ۱۳۳۷                                    | جام باشگاه‌های تهران          | دوم                          |
| ۱۳۳۸                                    | جام باشگاه‌های تهران          | قهرمان                       |
| ۱۳۳۹                                    |                              |                              |
| ۱۳۴۰                                    |                              |                              |
| ۱۳۴۱                                    |                              |                              |
| ۱۳۴۲                                    |                              |                              |
| ۱۳۴۳                                    |                              |                              |
| ۱۳۴۴                                    |                              |                              |
| ۱۳۴۵                                    | جام باشگاه‌های تهران          | سوم                          |
| ۱۳۴۶                                    |                              |                              |
| ۱۳۴۷                                    |                              |                              |
| ۱۳۴۸                                    |                              |                              |
| ۱۳۴۹                                    |                              |                              |
| ۱۳۵۰                                    |                              |                              |
| ۱۳۵۱                                    |                              |                              |
| ۱۳۵۲                                    |                              |                              |
| ۱۳۵۳                                    | جام باشگاه‌های تهران          | قهرمان                       |
| ۱۳۵۴                                    |                              |                              |
| ۱۳۵۵                                    |                              |                              |
| ۱۳۵۶                                    |                              |                              |
| ۱۳۵۷                                    |                              |                              |
| در ۱۳۷۹–۱۳۵۸ تیم کشتی استقلال فعال نبود |                              |                              |
| ۱۳۸۰                                    | لیگ کشتی ایران               | قهرمان                       |
| ۱۳۸۱                                    |                              |                              |
| در ۱۳۹۸–۱۳۸۲ تیم کشتی استقلال فعال نبود |                              |                              |
| ۱۳۹۹                                    | لیگ برتر کشتی ایران          | دوم                          |

| فصل‌های تیم کشتی فرنگی استقلال           | فصل‌های تیم کشتی فرنگی استقلال | فصل‌های تیم کشتی فرنگی استقلال |
| فصل                                     | لیگ                           | رده                           |
| --------------------------------------- | ----------------------------- | ----------------------------- |
| ۱۳۳۰                                    |                               |                               |
| ۱۳۳۱                                    |                               |                               |
| ۱۳۳۲                                    |                               |                               |
| ۱۳۳۳                                    |                               |                               |
| ۱۳۳۴                                    |                               |                               |
| ۱۳۳۵                                    | جام باشگاه‌های تهران           | قهرمان                        |
| ۱۳۳۶                                    | جام باشگاه‌های تهران           | قهرمان                        |
| ۱۳۳۷                                    | جام باشگاه‌های تهران           | قهرمان                        |
| ۱۳۳۸                                    | جام باشگاه‌های تهران           | قهرمان                        |
| ۱۳۳۹                                    |                               |                               |
| ۱۳۴۰                                    |                               |                               |
| ۱۳۴۱                                    |                               |                               |
| ۱۳۴۲                                    |                               |                               |
| ۱۳۴۳                                    |                               |                               |
| ۱۳۴۴                                    |                               |                               |
| ۱۳۴۵                                    |                               |                               |
| ۱۳۴۶                                    |                               |                               |
| ۱۳۴۷                                    |                               |                               |
| ۱۳۴۸                                    | جام باشگاه‌های تهران           | قهرمان                        |
| ۱۳۴۹                                    |                               |                               |
| ۱۳۵۰                                    |                               |                               |
| ۱۳۵۱                                    | جام باشگاه‌های تهران           | قهرمان                        |
| ۱۳۵۲                                    | جام باشگاه‌های تهران           | قهرمان                        |
| ۱۳۵۳                                    | جام باشگاه‌های تهران           | قهرمان                        |
| ۱۳۵۴                                    |                               |                               |
| ۱۳۵۵                                    |                               |                               |
| ۱۳۵۶                                    |                               |                               |
| ۱۳۵۷                                    |                               |                               |
| در ۱۳۷۹–۱۳۵۸ تیم کشتی استقلال فعال نبود |                               |                               |
| ۱۳۸۰                                    | لیگ کشتی ایران                | قهرمان                        |
| ۱۳۸۱                                    |                               |                               |
| در ۱۳۹۸–۱۳۸۲ تیم کشتی استقلال فعال نبود |                               |                               |

## بازیکنان
لیگ برتر کشتی آزاد
فصل ۱۳۹۹_۱۴۰۰
رضا یزدانی
محمدرضا یزدانی
مرتضی قیاثی، سیدرضاعزیزی، نوید زنگنه، سجاد غلامی، علی موجرلو، نادر حاج آقانیا، عباس فروتن، اسماعیل نجاتیان، جمال عبادی، محمدرضا سرگو، حمیدرضا زرین پیکر به همراه امیرمحمد یزدانی و یونس امامی که ملی‌پوش محسوب می‌شوند استقلال را در این فصل همراهی می‌کنند.